# Боливар (департамент)
Вижте пояснителната страница за други значения на Боливар.
Болѝвар  (на испански: Bolívar) е един от тридесет и двата департамента на южноамериканската държава Колумбия. Намира се в северната част на страната. Департаментът е с население от 2 180 976 жители (към 30 юни 2020 г.) и обща площ от 26 719 км². Главен административен център е град Картахена.

## Общини
Департамент Боливар е разделен на 45 общини. Някои от тях са:
1. Архона
2. Каламар
3. Картахена
4. Кордоба
5. Регидор
6. Сан Кристобал